# Авшенюк Наталія Миколаївна
Ната́лія Микола́ївна Авшеню́к (нар. 12 листопада 1976 року, Поріччя) — педагог, доктор педагогічних наук (2016), професор (2022). 

## Біографічні
Народилася 12 листопада 1976 року в Поріччі.
У 1998 році закінчила Миколаївський педагогічний інститут, де відтоді й працювала. 
З 2003 року — працює в Інституті педагогічної освіти і освіти дорослих НАПНУ: з 2006 по 2014 — завідувач відділів порівняльної професійної педагогіки, з 2016 — зарубіжних систем педагогічної освіти й освіти дорослих.

## Наукова робота
Наукові дослідження: транснаціоналізація вищої освіти, вивчає забезпечення якості професійної підготовки та безперервного розвитку педагогічного персоналу в зарубіжних країнах.
Авторка понад 150 наукових та навчально-методичних праць у вітчизняних і зарубіжних виданнях. Експерт Державної служби якості освіти України із вдосконалення системи оцінювання професійної діяльності педагогічних працівників закладів загальної середньої освіти.

### Основні праці
За ЕСУ:
- Компетентнісний підхід до підготовки педагогів у зарубіжних країнах: теорія і практика. — Кр., 2014 (співавтор);
- Тенденції розвитку транснаціональної вищої освіти у другій половині ХХ — на початку ХХІ століття. — К., 2015;
- Педагогіка транснаціональної вищої освіти: концептуальні засади: навч. посіб. — К., 2015;
- Професійна освіта у вимірах соціального партнерства в Австрії і Німеччині. — Л., 2019 (співавтор);
- Тенденції розвитку освіти дорослих у розвинутих країнах світу. — Кр., 2020 (співавтор)[1].

## Нагороди
- Стипендія Кабінету Міністрів України для молодих учених (2004—2006);
- Почесна грамота НАПН України — «за вагомий внесок у розвиток українсько-польської співпраці в галузі педагогічної освіти» (2011)[3].